# اندی جانسون (بازیکن فوتبال، زاده ۱۹۷۴)
اندی جانسون (انگلیسی: Andy Johnson؛ زادهٔ ۲ مهٔ ۱۹۷۴) بازیکن فوتبال اهل بریتانیا است.
از باشگاه‌هایی که در آن بازی کرده‌است می‌توان به باشگاه فوتبال وست برومویچ آلبیون، باشگاه فوتبال ناتینگهام فارست، باشگاه فوتبال بارنزلی، باشگاه فوتبال نوریچ سیتی، و باشگاه فوتبال لستر سیتی اشاره کرد.
وی همچنین در تیم ملی فوتبال ولز بازی کرده‌است.